# Agoliinus piceus
Agoliinus piceus är en skalbaggsart som beskrevs av Leonard Gyllenhaal 1808. Agoliinus piceus ingår i släktet Agoliinus och familjen Aphodiidae. Inga underarter finns listade i Catalogue of Life.